# 大新桥街道
大新桥街道，是中华人民共和国贵州省毕节市七星关区下辖的一个乡镇级行政单位。

## 行政区划
大新桥街道下辖以下地区：
小河村、天生桥村、魏家屯村、殷官屯村和大坡村。